# Церква святого Юрія (Чагарі-Збаразькі)
Церква святого Юрія в Чагарях-Збаразьких — парафія і храм греко-католицької громади Збаразького деканату Тернопільсько-Зборівської архієпархії Української греко-католицької церкви в селі Чагарі-Збаразькі Тернопільського району Тернопільської области.

## Історія церкви
У 1887 році жителі Чагарів-Збаразьких придбали дерев'яну церкву в селі Охримівці (за іншими даними, в селі Тарасівка). Основним фундатором був Данило Ванькевич, який у 1916 році заповів церкві 2 морги поля. У храмі також зберігається грамота від митрополита Андрея Шептицького, що благословляє освячення дзвона. Церква має одну баню, а поруч із нею розташована кам'яна дзвіниця з трьома дзвонами.
До 1946 року парафія належала до УГКЦ, але під тиском радянської влади була переведена до Московського патріархату. 25 серпня 1991 року парафія та храм відновили свою діяльність у лоні УГКЦ. Отець Григорій Єднорович залишив парафіянам у спадок «Хресну дорогу», збудовану навколо храму.
Навесні 1997 року о. Григорій Єднорович освятив два дзвони, придбані на пожертви Василя Стороняка. Влітку 1998 року було проведено капітальний ремонт храму, який освятив владика Михаїл Сабрига. Роботи виконали на пожертви парафіян, а також Василя Стороняка і Михайла Бачинського.

## Парохи
- о. Григорій Єднорович (25 серпня 1991 — 10 квітня 1995),
- о. Василь Повшок (квітень 1995 — травень 2022)[джерело?],
- о. Олександр Фарилюк (з 14 серпня 2022)[джерело?].